# Atomaria pseudatra
Atomaria pseudatra är en skalbaggsart som beskrevs av Edmund Reitter 1887. Atomaria pseudatra ingår i släktet Atomaria, och familjen fuktbaggar. Enligt den finländska rödlistan är arten nära hotad i Finland. Arten är reproducerande i Sverige. Artens livsmiljö är strandängar vid sötvatten.